# العلاقات الفيجية الكوبية
العلاقات الفيجية الكوبية هي العلاقات الثنائية التي تجمع بين فيجي وكوبا.

## مقارنة بين البلدين
هذه مقارنة عامة ومرجعية للدولتين:
| وجه المقارنة                                              | فيجي                                                                 | كوبا                              |
| --------------------------------------------------------- | -------------------------------------------------------------------- | --------------------------------- |
| المساحة (كم2)                                             | 18.27 ألف                                                            | 109.88 ألف                        |
| عدد السكان (نسمة)                                         | 915.30 ألف                                                           | 11.48 مليون                       |
| الكثافة السكانية (ن./كم²)                                 | 50.1                                                                 | 104.48                            |
| العاصمة                                                   | سوفا                                                                 | هافانا                            |
| اللغة الرسمية                                             | لغة إنجليزية، اللغة الفيجية، اللغة الفيجي الهندية، اللغة الهندستانية | اللغة الإسبانية                   |
| العملة                                                    | دولار فيجي                                                           | بيزو كوبي، بيزو كوبي قابل للتحويل |
| الناتج المحلي الإجمالي (بليون دولار)                      | 5.06 مليار                                                           | 87.13 مليار                       |
| الناتج المحلي الإجمالي (تعادل القوة الشرائية) بليون دولار | 8.32 مليار                                                           |                                   |
| الناتج المحلي الإجمالي الاسمي للفرد دولار أمريكي          | 4.96 ألف                                                             |                                   |
| الناتج المحلي الإجمالي للفرد دولار أمريكي                 | 8.79 ألف                                                             |                                   |
| مؤشر التنمية البشرية                                      | 0.727                                                                | 0.769                             |
| رمز المكالمات الدولي                                      | +679                                                                 | +53                               |
| رمز الإنترنت                                              | .fj                                                                  | .cu                               |
| المنطقة الزمنية                                           | ت ع م+12:00                                                          | 00                                |

## منظمات دولية مشتركة
يشترك البلدان في عضوية مجموعة من المنظمات الدولية، منها:
| علم المنظمة | اسم المنظمة                                 | تاريخ انضمام فيجي | تاريخ انضمام كوبا |
| ----------- | ------------------------------------------- | ----------------- | ----------------- |
|             | يونسكو                                      | 14 يوليو 1983     | 29 أغسطس 1947     |
|             | منظمة حظر الأسلحة الكيميائية                | ?                 | ?                 |
|             | منظمة التجارة العالمية                      | ?                 | ?                 |
|             | الاتحاد البريدي العالمي                     | ?                 | ?                 |
|             | منظمة الشرطة الجنائية الدولية               | ?                 | ?                 |
|             | الأمم المتحدة                               | 13 أكتوبر 1970    | 24 أكتوبر 1945    |
|             | الاتحاد الدولي للاتصالات                    | 5 مايو 1971       | 16 يناير 1918     |
|             | المنظمة الهيدروغرافية الدولية               | ?                 | ?                 |
|             | مجموعة دول أفريقيا والكاريبي والمحيط الهادئ | ?                 | ?                 |
|             | تحالف الدول الجزرية الصغيرة                 | ?                 | ?                 |

## وصلات خارجية
- موقع وزارة الخارجية الفيجية
- موقع وزارة الخارجية الكوبية